# Krater (Bad Nenndorf)

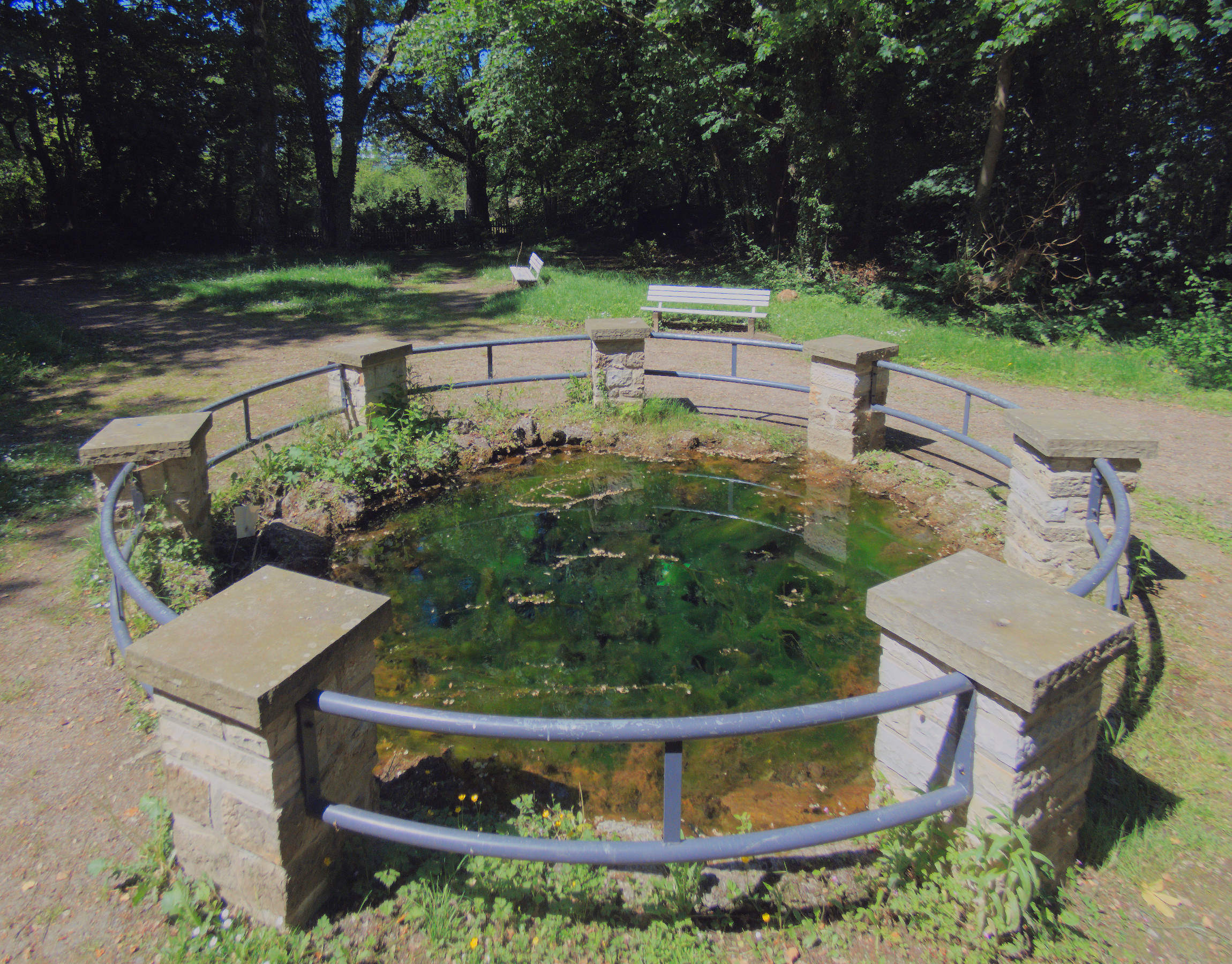
Der Kraterbrunnen

Der sogenannte Krater ist ein Quellengebiet am Rand von Bad Nenndorf im Landkreis Schaumburg in Niedersachsen. Das Gelände ist als Naturdenkmal geschützt, die kleinere, brunnenartig ausgebaute Kraterquelle ist ein Baudenkmal.

## Beschreibung

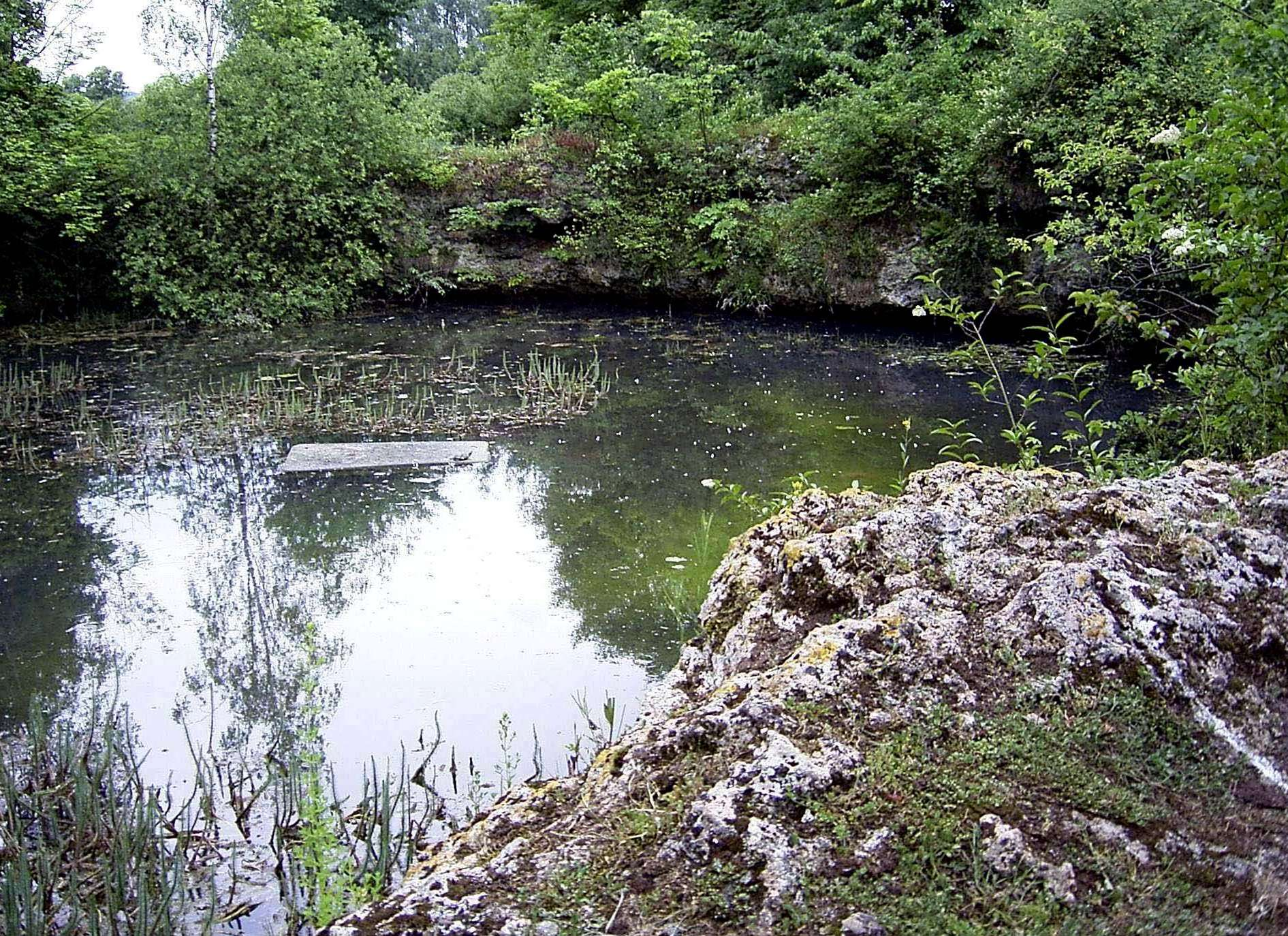
Der große Kraterteich

Der Krater liegt am Galgenbrink, einem westlichen Ausläufer des Deisters. Ein Teil des in den Boden des Höhenzugs versickernden Regenwassers löst in den im Untergrund liegenden Mergelschichten Gips und auch Carbonate.
An einer Verwerfung stößt die wasserführende Mergelschicht auf wasserundurchlässigen Ton. Das sich stauende Grundwasser tritt an der Oberfläche aus. Der enthaltene Kalk wird bei Luftkontakt abgeschieden und lagert sich am Rand des Quellteichs kraterförmig ab.
Auf dem Kratergelände gibt es mehrere Quelltöpfe.
Der große Quelltopf hat einen Durchmesser von etwa 20 m. Das künstlich erweiterte Becken ist etwa 4 bis 5 m tief. Die abgelagerte Sinterkalkschicht ist etwa 8 m dick. Hier tritt kein Wasser mehr aus.
Nachdem sich ein fast sechs Meter hoher Ringwall gebildet hatte, blockierte der abgelagerte Kalk auch den Wasserzulauf. Das Wasser trat daraufhin etwa 25 m weiter östlich aus der jetzigen Kraterquelle aus. Aus der Quelle strömen pro Tag etwa 173.000 Liter Wasser.
Der brunnenartig ausgebaute kleine Quelltopf hat einen Durchmesser von etwa 6 m. Das hier austretende Wasser enthält über 2300 mg/ℓ Feststoffe in gelöster Form, darunter etwa 1400 mg/l Sulfat und 590 mg/ℓ Calcium.

## Geschichte

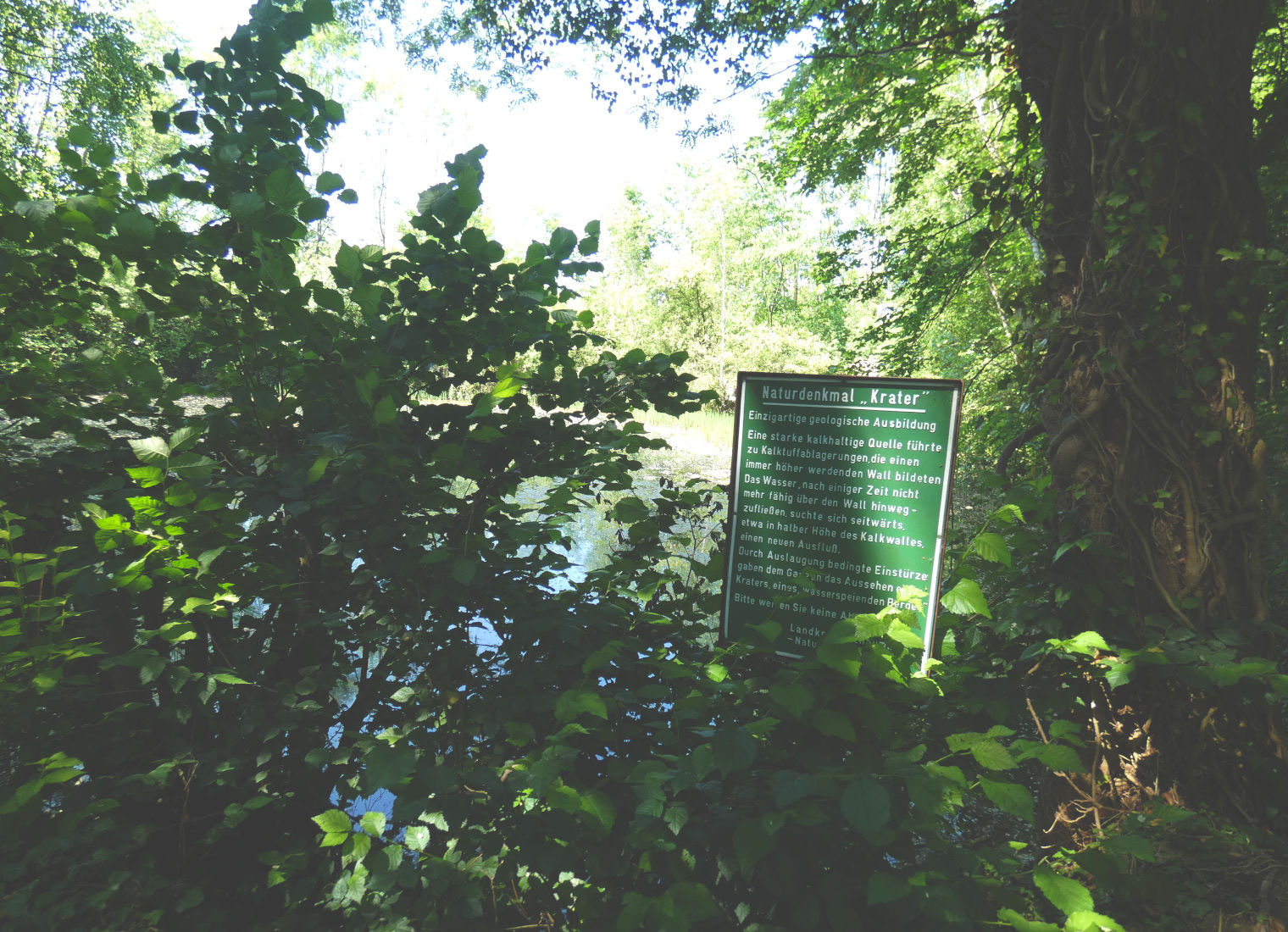
Schild am Kraterteich

Seit dem 19. Jahrhundert und bis in die 1960er Jahre gab es bei Nenndorfer Kurgästen den Brauch, zu Kurbeginn Blumengestecke und ähnliches im Krater zu versenken. Die konservierende Wirkung der bis Kurende unverändert wirkenden Gaben wurde als Zeichen der gesundheitsfördernden Wirkung des Nenndorfer Wassers betrachtet.
Hermann Löns erklärte 1907 den Lesern des Hannoverschen Tageblatt zum Krater „Nicht Vulkan, sondern Neptun war sein Schöpfer“.
Um das Jahr 1903 war der den kleinen Krater umgebende Tuffsteinwall beseitigt worden.
1908 wurde das Gelände um die Quellen gartenartig ausgestaltet.
Der kleine Quelltopf wurde brunnenartig ausgebaut und umzäunt, am Rand des Tuffsteinwalls des großen Quelltopf ein Pfad mit Sitzbänken angelegt.
2020 macht der Gehölzbestand einen verwilderten Eindruck. Im Rahmen einer Neugestaltung soll 2021 der Bachlauf renaturiert und der schon länger leerstehende Kiosk im Park abgerissen werden.

## Naturdenkmal
Der Landkreis Schaumburg erklärte das Kratergelände 1980 zum Naturdenkmal.
Die Umgebung des Kraters könnte als trocken warmer Gebüschstandort ein geschütztes Biotop sein.
In dem umgebenden parkartigen Wäldchen gibt es ein kleines niedermoorartiges Großseggenried sowie Schwarzerlen. Das Wäldchen gilt als Biotop mit hoher Bedeutung.
Im Krater konnten 1979 Süßwasserformen der Bakteriengattung Thioploca nachgewiesen werden (was im Zusammenhang mit dem Sulfatvorkommen stehen könnte).

## Kraterzoo
Von 1963 bis 2015 wurde auf einem angrenzenden Grundstück der Vogelpark am Krater als privater Tierpark betrieben. 2020 wurde das zwischenzeitlich verwilderte Gelände an eine Privatperson verpachtet.